# Gauteng
Gauteng is een van de negen provincies waarin Zuid-Afrika sinds het einde van de apartheid verdeeld is en telt 15,1 miljoen inwoners (2022). Hoewel Gauteng slechts 1,5% uitmaakt van het Zuid-Afrikaanse grondgebied, is het economisch veruit de belangrijkste provincie. Het omvat o.a. de stedelijk gebieden van Johannesburg en Ekurhuleni (Oost-Rand). Ook Pretoria, de bestuurlijke hoofdstad van Zuid-Afrika, bevindt zich in deze provincie. Doordat de diverse steden aan elkaar zijn vastgegroeid en daardoor vrijwel de gehele provincie verstedelijkt is, wordt Gauteng gezien als het 4e grootstedelijke gebied (agglomeratie) van Afrika.
Gauteng was vroeger het hart van de voormalige provincie Transvaal, die in de 19e eeuw als de Zuid-Afrikaansche Republiek een tijdlang een onafhankelijk land geweest was. Bij de opdeling van Transvaal in 1994 werd dit gebied eerst wat prozaïsch PWV genoemd, naar Pretoria-Witwatersrand-Vereeniging. In 1995 koos men voor de al veel langer bestaande naam uit het Zuid-Sotho. Het woord Gaut- is overigens een leenwoord uit het Afrikaans en betekent 'goud'. De uitgang -eng duidt een locatief aan. Letterlijk betekent de naam dus: goudstreek en dit is zeer toepasselijk, omdat hier inderdaad het meeste goud ter wereld gevonden wordt.

## Districten

Districten en gemeenten in Gauteng.

De provincie Gauteng bestaat uit drie Grootstedelijke gemeenten en 2 districten. De districten zijn op hun beurt nog eens verdeeld in totaal 6 lokale gemeenten.

### Grootstedelijke gemeenten
- Tshwane
- Johannesburg
- Ekurhuleni

### Districten
- District Sedibeng
  - Emfuleni
  - Lesedi
  - Midvaal
- District West Rand
  - Merafong City
  - Mogale City
  - Rand West City

## Etniciteiten
77,3% zwarten
15,6% blanken 
3,5% kleurlingen
2,9% Aziaten
Gauteng heeft een zeer diverse en kleurrijke bevolking. De belangrijkste huistalen zijn Zoeloe (22%), Afrikaans (14%), Zuid-Sotho (13%), Engels (13%), Noordelijk Sotho (11%), Tswana (8%), Xhosa (8%) en Tsonga (6%). Johannesburg is de meest multiculturele stad, met een enorme diversiteit aan talen en culturen. Pretoria was oorspronkelijk sterk Afrikaanstalig maar na het einde van de Apartheid zijn ook hier het Engels en Zoeloe belangrijker geworden.

## Politiek
De volksvertegenwoordiging van Gauteng wordt gevormd door de Provinciale Wetgevende Macht die bestaat uit 73 leden, gekozen voor een periode van vijf jaar. De verkiezingen voor de Provinciale Wetgevende Macht vinden tegelijkertijd plaats met de parlementsverkiezingen. De grootste partij is het Afrikaans Nationaal Congres (ANC) met 37 zetels. De uitvoerende macht bestaat uit de Uitvoerende Raad, een ministersploeg (leden van de Uitvoerende Raad) met aan het hoofd een premier. De Uitvoerende Raad wordt gekozen uit het midden van de Provinciale Wetgevende Macht. De regering bestaat geheel uit ANC'ers, die over een meerderheid beschikt in de Provinciale Wetgevende Macht.
De premier van Gauteng is David Makhura (ANC) en de voorzitter van de Provinciale Wetgevende Macht is Ntombi Lentheng Mekgwe (ANC).